# Császár, Komárom-Esztergom
Császár  este un sat în districtul Kisbér, județul Komárom-Esztergom, Ungaria, având o populație de 1.852 de locuitori (2011). 

## Demografie
Componența etnică a satului Császár
     Maghiari (98,21%)
     Necunoscut (0,56%)
     Alții (1,24%)
Componența confesională a satului Császár
     Reformați (37,53%)
     Romano-catolici (28,83%)
     Fără religie (9,56%)
     Luterani (2%)
     Necunoscută (21,11%)
     Alte religii (1,73%)
Conform recensământului din 2011, satul Császár avea 1.852 de locuitori. Din punct de vedere etnic, majoritatea locuitorilor (98,21%) erau maghiari. Apartenența etnică nu este cunoscută în cazul a 0,56% din locuitori. Nu există o religie majoritară, locuitorii fiind reformați (37,53%), romano-catolici (28,83%), persoane fără religie (9,56%) și luterani (2,0%). Pentru 21,11% din locuitori nu este cunoscută apartenența confesională.